# Palustrellinae
Palustrellinae es una subfamilia de foraminíferos bentónicos de la Familia Spiroplectamminidae, de la Superfamilia Spiroplectamminoidea, del Suborden Spiroplectamminina y del Orden Lituolida. Su rango cronoestratigráfico abarca el Holoceno.

## Discusión
Clasificaciones previas incluían Palustrellinae ha sido incluido en la Familia Verneuilinidae, de la Superfamilia Verneuilinoidea, del Suborden Textulariina y del Orden Textulariida. Clasificaciones más modernas han incluido el género de Palustrellinae en la Subfamilia Spiroplectammininae.

## Clasificación
Palustrellinae incluye al siguiente género:
- Palustrella †